# Appelgren (adelsätt)
Appelgren är en utslocknad svensk adelsätt.

## Historik
Den adliga släktens stamfader var skattebonden Erik Larsson i Ölmhärads socken i Värmland. Hans son Johan Eriksson var kammererare, först på Stockholms slott och sedan i Finland, när han år 1640 adlades med namnet Appelgren. Ätten introducerades år 1642 på nummer 290. Johan Appelgren blev sedan revisor i Kammarkollegium, kammarråd och preses i Kammarrevisionen. Hans hustru hette Elsa Tungel, och hon var halvsyster till de båda som adlades med namnet Tungel i faderns äktenskap med Brita Rosenbaner.
Äldste sonen Nils Appelgren, gift med Catharina Gyldenklou vars mor var en Bure, var president i Kammarrevisionen. Ingen av deras söner förde ätten vidare på svärdssidan, men flera döttrar blev gifta i släkterna Wijnbladh, Burensköld, Lilljemarck, Schulman och Ekehielm. En av sönerna var officeren Anders Appelgren.
Nils Appelgrens yngste bror Arvid Appelgren var hovjunkare hos änkedrottning Hedvig Eleonora och sedan kammarherre. Hans hustru var en Duréel. Med henne fick han tre döttrar.
En bror till Nils och Arvid Appelgren, Johan Appelgren, utsågs till assessor i Åbo hovrätt men inställde sig aldrig. Hans hustru var en Törnsköld. Av deras barn förde ingen ätten vidare på svärdssidan. Ätten slocknade med sonen Per Appelgren, som var överste för Royal suédois och stupade vid belägringen av Prag år 1742.